# Ichneumon inquinatus
Ichneumon inquinatus là một loài tò vò trong họ Ichneumonidae.